# Izba Lordów
Izba Lordów (ang. House of Lords) – izba wyższa dwuizbowego parlamentu brytyjskiego, który oprócz tego składa się też z Izby Gmin i suwerena (monarchy). Nie jest to ciało wybieralne, lecz jego skład i struktura jest uwarunkowana wielowiekową tradycją.
Pełna nazwa Izby Lordów to The Right Honourable the Lords Spiritual and Temporal of the United Kingdom of Great Britain and Northern Ireland in Parliament assembled, co można przetłumaczyć jako „wielmożni lordowie duchowni i świeccy Zjednoczonego Królestwa Wielkiej Brytanii i Irlandii Północnej w parlamencie zgromadzeni”.
Izba Lordów, podobnie jak Izba Gmin, spotyka się w Pałacu Westminsterskim. Jej obrady plenarne odbywają się w sali czerwonej (obrady Izby Gmin mają miejsce w sali zielonej).

## Skład i funkcje

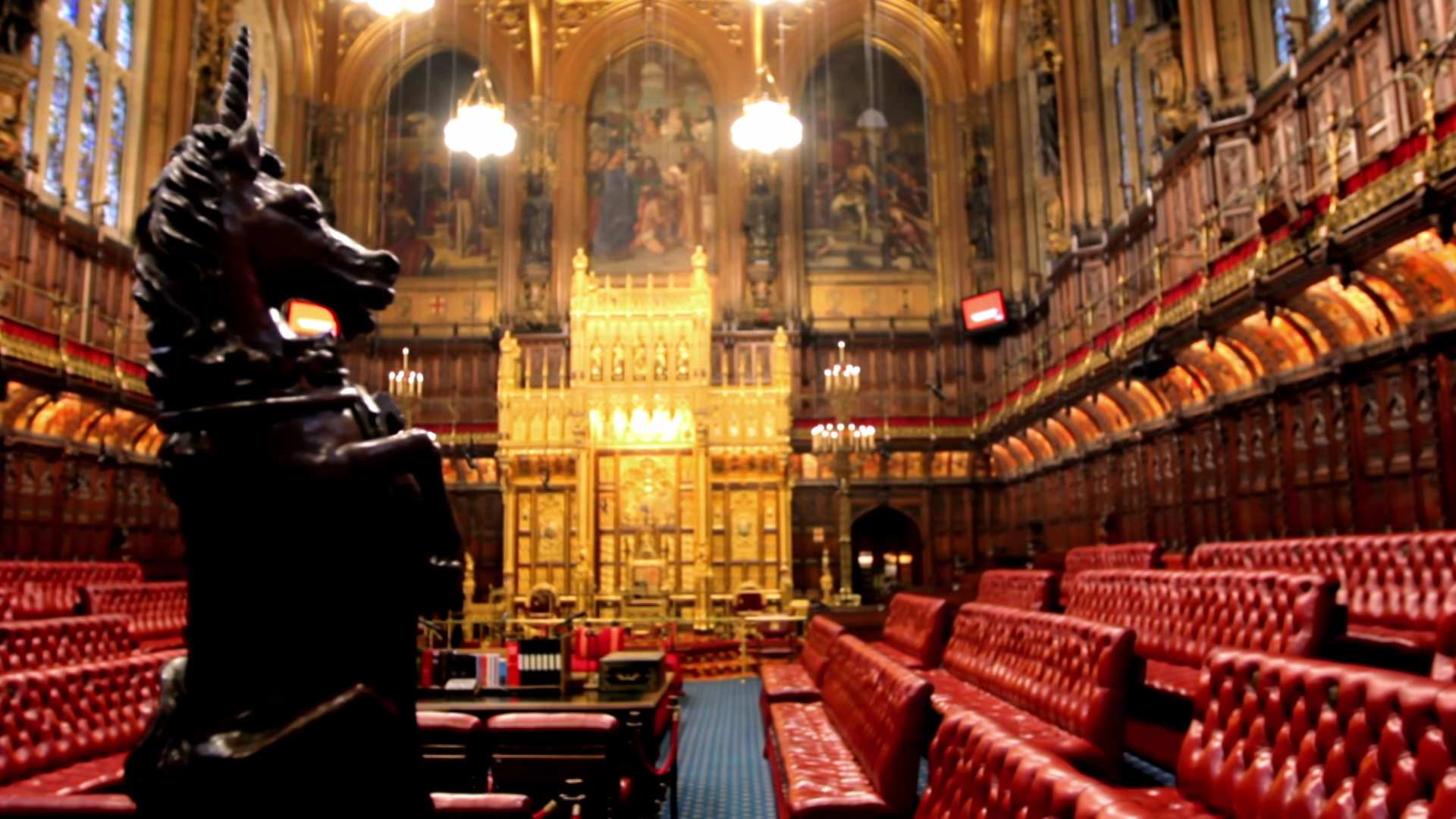
Izba Lordów w Pałacu Westminsterskim

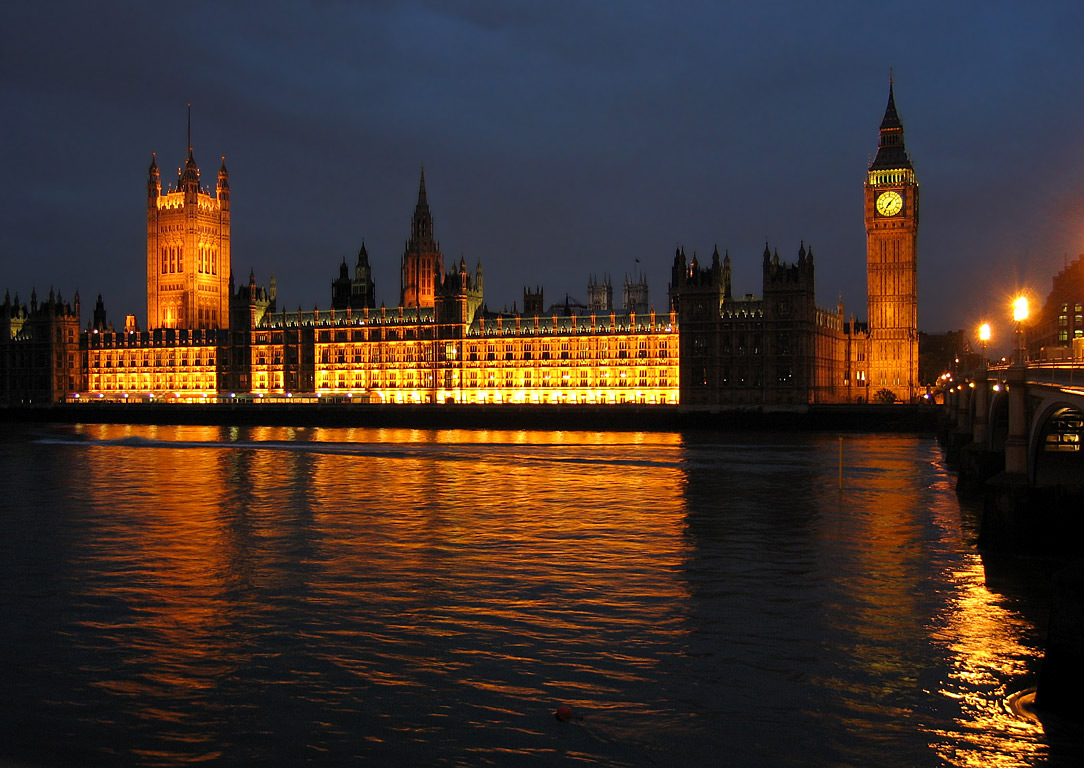
Pałac Westminsterski, siedziba Izby Lordów

W roku 2024 Izba Lordów liczyła 790 parów duchownych i świeckich. 
Lordowie duchowni (ang. Lords Spiritual) to najwyżsi hierarchowie Kościoła anglikańskiego, którzy zasiadają w Izbie tak długo, jak sprawują swoje funkcje kościelne (wiryliści). W 2024 roku było ich 25.
Lordowie świeccy (ang. Lords Temporal) pełnią swoją funkcję dożywotnio, chyba że Izba odbierze im tytuł lordowski. W grupie lordów świeckich wyróżnia się: 
- 91 parów dziedzicznych (ang. hereditary peers), z których 90 jest obecnie wyłanianych w procedurze określonej przez House of Lords Act 1999[2] i wydane na tej podstawie akty wykonawcze, natomiast dwóch lordów zasiada z racji piastowania dziedzicznych urzędów królewskich związanych z funkcjonowaniem parlamentu brytyjskiego: lorda wielkiego szambelana, będącego reprezentantem suwerena w Izbie Lordów, oraz lorda marszałka, odpowiedzialnego za ceremonie, w szczególności koronację oraz otwarcie parlamentu
- 674 parów dożywotnich (ang. life peers), powołanych przez monarchę na wniosek premiera w oparciu o Life Peerages Act 1958[3], zazwyczaj spośród zaufanych polityków danej partii, ale także osób wyróżniających się w życiu publicznym bez określonej przynależności partyjnej, jak również byłych premierów i spikerów Izby Gmin.

Izba Lordów pełni obecnie rolę ciała opiniującego ustawy uchwalane przez Izbę Gmin (bez prawa weta ostatecznego). W 2009 na mocy ustawy z 2005 (Constitutional Reform Act 2005) najwyższe funkcje sądowe zostały przeniesione do nowo utworzonego Sądu Najwyższego. Oprócz tego w ramach Izby Lordów działa wiele komisji specjalnych, które – mimo że nie posiadają formalnego prawa do podejmowania decyzji – mają znaczny wpływ na życie polityczne w Wielkiej Brytanii.
Kompetencje ustawodawcze Izby Lordów są niewielkie i ograniczają się do prawa zgłaszania projektów ustaw do Izby Gmin oraz czasowego wstrzymywania uchwalania ustaw w drodze weta zawieszającego na okres nie dłuższy niż dwie sesje (jeden rok).

## Krótki rys historyczny
Izba Lordów powstała w XIV wieku. Została zlikwidowana w 1649 roku przez rewolucyjny rząd Oliviera Cromwella i ponownie przywrócona w roku 1657. Przez większość swojej historii miała znacznie większą władzę niż Izba Gmin. Dopiero w XIX wieku jej kolejne kompetencje były stopniowo przekazywane izbie niższej. W 1911 uchwalono Parliament Act, który ostatecznie oddał niemal całą władzę ustawodawczą oraz prawo do powoływania i usuwania rządu Izbie Gmin, pozostawiając Izbie Lordów tylko prawo do rocznego weta ustaw oraz część funkcji kontrolnych i sądowniczych. Kobiety są dopuszczane do Izby Lordów od 1958. Po dojściu do władzy Tony'ego Blaira rząd, zgodnie z obietnicami wyborczymi, dążył do zmian w Izbie Lordów. W 1999 uchwalono House of Lords Act, który zmniejszył liczbę lordów dziedzicznych z ponad siedmiuset do dziewięćdziesięciu dwóch. W 2009 odebrano Izbie uprawnienia sądownicze, tworząc Sąd Najwyższy Zjednoczonego Królestwa.